# St. Maria Friedenskönigin (Cottbus)
Die Kirche St. Maria Friedenskönigin ist ein römisch-katholisches Kirchengebäude in der Stadt Cottbus in Brandenburg. Sie gehört zur Propstpfarrei Zum Guten Hirten Cottbus im Dekanat Cottbus-Neuzelle des Bistums Görlitz. Das Gebäude steht an der Adolph-Kolping-Straße im Stadtteil Mitte und ist ein eingetragenes Baudenkmal in der Denkmalliste des Landes Brandenburg.

## Geschichte
Bedingt durch das schnelle Wachstum der katholischen Gemeinde nach dem Ersten Weltkrieg bot die 1850 erbaute Kirche Zum guten Hirten nicht ausreichend Platz für alle Gläubigen. Darum wurde am 1. April 1928 ein Verein gegründet, der eine Spendenaktion für den Bau einer weiteren Kirche ins Leben rief. Zwei Jahre später kaufte der Verein das Grundstück Taubenstraße 28 in der südlichen Altstadt.
Die Grundsteinlegung für Kirche und Pfarrhaus erfolgte am 18. September 1932. Der Bau erfolgte durch das Baugeschäft Hermann Pabel & Co. nach einem Entwurf des Architekten und Breslauer Diözesanbaurat Anton Mokroß. Mit der Inneneinrichtung wurde der Holzbildhauer Felix Hertel betraut. Am 7. Oktober 1934 wurde das Gebäude von Adolf Bertram, dem Bischof des Erzbistums Breslau, geweiht. 
Im Zweiten Weltkrieg wurde die Kirche nur leicht beschädigt. 1963 wurde eine von Rudolf Brückner-Fuhlrott geschaffene weiße Großplastik „Auferstandener Christus“ an der Doppelturmfassade zwischen den beiden Türmen angebracht. 
Von 1976 bis 1982 wurde die Kirche einer Generalsanierung unterzogen. Dabei wurden der Innenraum umgestaltet und der Kirchturm in mehreren Etagen mit Unterrichts- und Gemeinderäumen ausgebaut. Im Jahr 1994 wurde in den Rang einer Propsteikirche erhoben. Zwei Jahre später erhielt das Gebäude ein neues Geläut. Ab 1999 erfolgte die Sanierung der Außenwände, und das Dach wurde neu gedeckt.

## Baubeschreibung

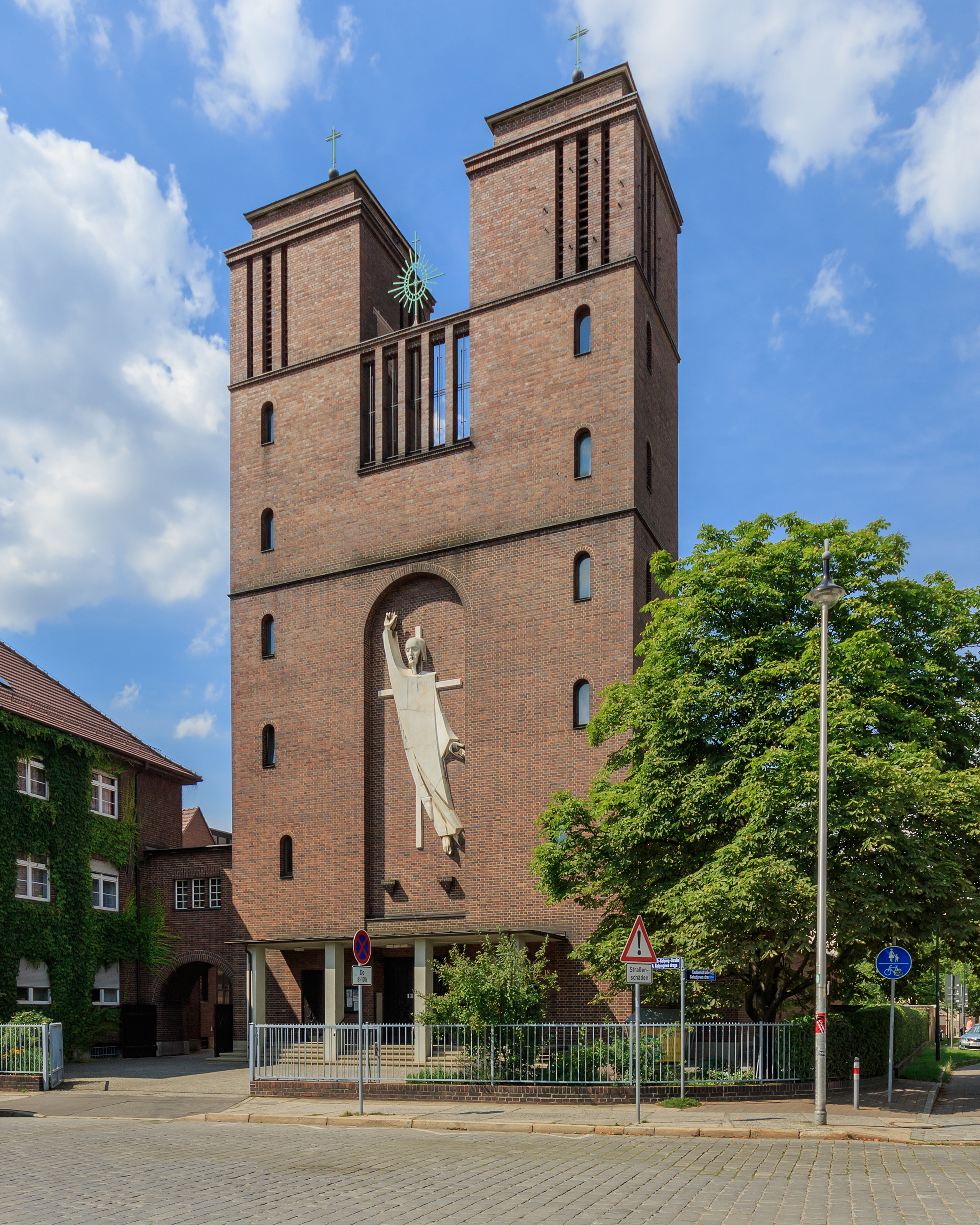
Eingangsportal mit Christusfigur (2017)

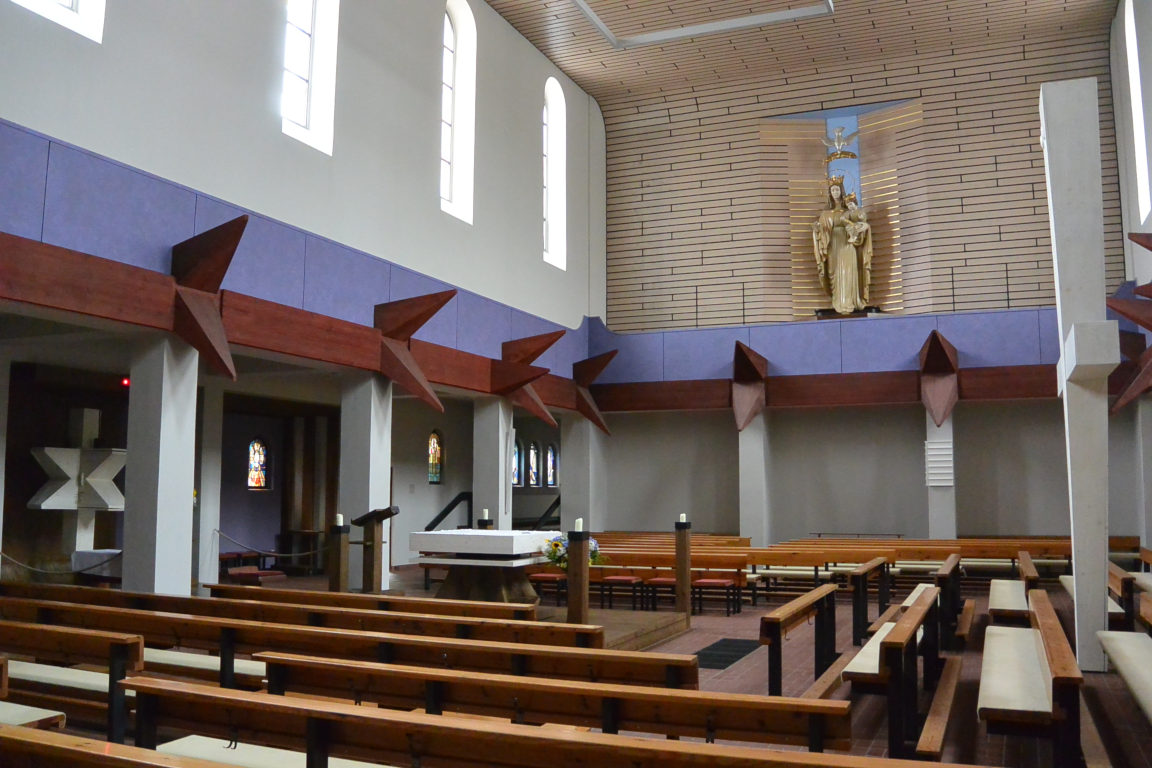
Innenraum (2022)

Die Kirche hat einen langrechteckigen dreischiffigen Grundriss mit einer nach Norden ausgerichteten Apsis sowie einer Doppelturmfassade mit einem auf der Verbindungsbrücke aufgesetzten Strahlenkreuz. Diese birgt den Eingangsbereich mit drei Portalen und einem Vordach. Darüber ist eine Rundbogennische mit einer überlebensgroßen Christusfigur angeordnet.
Der Innenraum war ursprünglich als traditionelle Wegekirche mit einem deutlich erhöhten Altarraum gestaltet. In den 1970er Jahren wurde der Innenraum durch mehrere Zwischenwände geteilt, so dass ein Zentralraum entstand, der nun für die Gottesdienste verwendet wird. Der Altar steht nun leicht erhöht auf einer Querachse, so dass sich die Gemeinde von drei Seiten um diesen versammeln kann. Außerdem sind dort Ambo, Vorstehersitz und Tabernakel angeordnet. Letzteres ist aus dem Mittelschiff herausgerückt, so dass der Bereich um dieses als individueller Andachtsraum genutzt werden kann. Ebenfalls auf der Achse befindet sich das weiße Holzkreuz.
Der ursprüngliche, erhöhte Altarraum wurde im Jahr 2015 nach einem Entwurf des Architekten Thomas Woskowski zur circa 50 m² breiten und etwa 11 m hohen Josefskapelle umgestaltet. In dieser befindet sich eine Wandmalerei sowie ein künstlerisch gestaltetes Fenster des Künstlers Helge Warme. In der Kapelle werden Andachten und Kindergottesdienste durchgeführt.

## Orgel
Eine erste Orgel wurde 1937 in der Kirche aufgestellt. Es war ein gebrauchtes Instrument von Gustav Heinze. Dieses wurde 1976 durch eine elektronische Ahlborn-Orgel ersetzt. 2015 konnte dann wieder eine Schleifladenorgel aufgestellt werden. Es handelt sich um ein Instrument der Orgelmanufaktur Jehmlich Orgelbau Dresden, die 1970 für den Großen Saal des Dresdner Kulturpalasts gefertigt wurde. Das Werk hat einen Umfang von 1309 Pfeifen in 24 Registern auf zwei Manualen und Pedal. Die Orgel wurde 2013 in Dresden zugunsten einer neuen Orgel abgebaut und nach Überholung durch die Erbauerfirma 2015 in der Cottbuser Marienkirche neu aufgebaut, wobei das Gehäuse an die neuen Raumgegebenheiten angepasst wurde.

## Glocken
Die Kirche St. Maria Friedenskönigin verfügt über ein dreistimmiges Glockengeläut. Die mittlere Glocke ist eine historische Glocke aus dem Mittelalter, die große und die kleine Glocke wurden 1996 in der Glockengießerei Perner aus Passau gegossen. Die Glocken sind auf die Schlagtöne a′ – h′ – d″ gestimmt.